# Super Papa (film, 2024)
Pour les articles homonymes, voir Super Papa.
Pour plus de détails, voir Fiche technique et Distribution.
Super Papa est une comédie française réalisée par Léa Lando sortie en 2024.

## Synopsis
Voulant lui offrir Le Petit Prince à son fils Gaby pour ses 8 ans, Tom se trompe et lui donne un cahier vierge ayant la même couverture. Pour sauver la situation, il prétend qu'il s'agit d'un livre magique où les rêves qui y sont écrits deviennent réalité. Dès lors, Tom, totalement dépassé, tente d'exaucer les souhaits les plus extravagants de son fils.

## Fiche technique
Sauf indication contraire, les informations mentionnées dans cette section peuvent être confirmées par la base de données cinématographiques Allociné,  présente dans la section « Liens externes ».
- Titre original : Super Papa
- Réalisation : Léa Lando
- Scénario : Léa Lando et Nathanaël Guedj
- Musique : Laurent Perez Del Mar
- Décors : Jérémie Sfez
- Costumes : Noemie Veissier
- Photographie : Jérôme Alméras
- Son : Remi Daru, Sébastien Marquilly et Fabien Devillers
- Montage : Stéphan Couturier et Manon Illy
- Production : Emmanuel Priou, Thierry Desmichelle, Ségolène Dupont, Rémi Jimenez et Éric Geay
  - Co-production : Cloé Garbay et Bastien Sirodot
- Société de distribution : SND
- Budget : 5,78 millions d'euros
- Pays de production :  France
- Langue originale : français
- Format : couleur — 2,35:1
- Genre : comédie
- Durée : 97 minutes
- Dates de sortie :
  - France : 7 août 2024

## Distribution
Sauf indication contraire, les informations mentionnées dans cette section peuvent être confirmées par la base de données cinématographiques Allociné,  présente dans la section « Liens externes ».
- Ahmed Sylla : Tom
- Ismaël Bangoura : Gaby
- Zabou Breitman : Sylvie
- Julien Pestel : Étienne
- Louise Coldefy : Mathilde
- Claudia Tagbo : Josette
- Sophie Vannier : Charlotte
- Simon Zibi : Jules
- Delphine Théodore : Jeanne, la directrice
- Pierre Samuel : M. Trouduc
- Paul Scarfoglio : Pablo
- Jezabel Marques : Roxane
- Zinedine Soualem : le notaire
- Anna Mihalcea : la remplaçante Mme Lancia
- Nicky Marbot : le garagiste
- Dominique Frot : la vieille dame agressée

## Accueil

### Box-office
| Pays ou région | Box-office      | Date d'arrêt du box-office | Nombre de semaines |
| -------------- | --------------- | -------------------------- | ------------------ |
| France         | 441 558 entrées | 9 octobre 2024             | 8                  |